# Pseudocarapa championii
Pseudocarapa championii là loài thực vật thuộc Họ Xoan và là loài đặc hữu ở Sri Lanka.